# Integrated Electronics Piezo-Electric
Die Abkürzung IEPE steht für Integrated Electronics Piezo Electric. Sie bezeichnet einen Industriestandard für piezoelektrische Sensoren mit eingebauter Impedanzwandler-Elektronik. Dabei kann es sich um Beschleunigungs-, Kraft- und Drucksensoren handeln. Auch für Messmikrofone wird der IEPE-Standard angewandt. Bei unterschiedlichen Herstellern wird das IEPE-Prinzip auch unter propriäteren Bezeichnungen wie ICP (integrated circuit piezoelectric), CCLD (constant-current line-drive), IsoTron oder DeltaTron vermarktet.
Die IEPE-Sensorelektronik, meist als FET-Schaltung realisiert, wandelt das hochimpedante Signal des piezoelektrischen Materials in ein Spannungssignal mit einer geringen Impedanz von etwa 100 Ω. Ein niederimpedantes Sensorsignal ist vorteilhaft, weil es sich verlustarm über lange Leitungen übertragen lässt. Außerdem kann auf die bei piezoelektrischen  Sensoren sonst erforderlichen störarmen Spezialkabel verzichtet werden. 
Die Besonderheit des IEPE-Prinzips liegt darin, dass der Versorgungsstrom und das Sensorsignal gemeinsam über ein einfaches Koaxialkabel übertragen werden. 
Die Sensorelektronik wird mit einem Konstantstrom versorgt, der üblicherweise zwischen 2 und 20 mA liegt. Je höher der Strom, desto größer die zulässige Leitungslänge. Die meisten Messgeräte mit IEPE-Eingängen stellen 4 mA bereit. 
Über dem Sensor bildet sich bei Speisung mit Konstantstrom eine positive Arbeitspunktspannung, die typischerweise 8 bis 12 V beträgt. Das eigentliche Messsignal des Sensors überlagert sich als Wechselspannung mit dieser Arbeitspunktspannung. Die Vorspannung der Stromquelle liegt meist zwischen 24 und 30 V, so dass eine symmetrische Aussteuerbarkeit in positive und negative Richtung erreicht wird.
Eine typische IEPE-Versorgung mit 4 mA Konstantstrom aus einer Spannungsquelle mit 25 V hat eine Leistungsaufnahme von etwa 100 mW. In batteriebetriebenen Messgeräten kann dies von Nachteil sein. Daher existieren Low-Power-IEPE-Sensoren, die bereits mit 0,1 mA Konstantstrom aus 12 V arbeiten. Die Leistungsaufnahme kann damit um bis zu 90 % reduziert werden.
Die Arbeitspunktspannung wird in Messgeräten mit IEPE-Eingang oft zur Sensorerkennung genutzt. Liegt sie nahe der Konstantstromquellen-Versorgungsspannung, ist kein Sensor vorhanden oder das Kabel unterbrochen. Liegt sie bei der Sättigungsspannung, liegt ein Kurzschluss im Sensor oder Kabel vor. Im Bereich dazwischen wird ein funktionierender Sensor erkannt.
Vom Messgeräteeingang wird die Arbeitspunktspannung mit einem Koppelkondensator ferngehalten und nur die Signalspannung des Sensors wird weiterverarbeitet. Die IEPE-Konstantstromversorgung ist in die Eingänge vieler Messgeräte integriert, die mit piezoelektrischen Sensoren oder Messmikrofonen arbeiten. 
Piezoelektrische Sensoren ohne IEPE-Elektronik, das heißt mit Ladungsausgang, bleiben Anwendungen vorbehalten, bei denen sehr tiefe Frequenzen, hohe Betriebstemperaturen, ein extrem großer Dynamikumfang, ein sehr energiesparender Betrieb oder eine extrem kleine Bauform gefordert sind.